# Vernonia schwenkiaefolia
Vernonia schwenkiaefolia là một loài thực vật có hoa trong họ Cúc. Loài này được Mart. miêu tả khoa học đầu tiên năm 1836.